# Innere Martinikirche (Erfurt)
Die Martinikirche war eine Pfarrkirche an der Schlösserbrücke in der Altstadt von Erfurt. Zur Unterscheidung von der (äußeren) Martinikirche, die außerhalb der älteren Stadtmauer Erfurts steht, trägt sie den Namenszusatz intra bzw. Innere Martinikirche. Sie befand sich innerhalb der älteren Erfurter Stadtmauer. 

## Geschichte
Die Kirche der Martinigemeinde befand sich zunächst direkt am Fischmarkt, wo sie schon 1181 urkundlich erwähnt wurde. Zwischen 1415 und 1437 wurde die Martinikirche auf der nördlichen Ecke zwischen Predigerhof und Schlösserstraße als gotische Pfarrkirche errichtet. Nach der Einführung der Reformation 1525 wurde ihre Gemeinde mit der der Benediktikirche an der Krämerbrücke zusammengelegt. 1736 wurde die Martinikirche bei einem Brand zerstört und anschließend ihre Ruine abgetragen. 